# Генріх XXXVII Ройсс-Кестріцький
Принц Генріх XXXVII Ройсс-Кестріцький (нім. Heinrich XXXVII Prinz Reuß zu Köstritz; 1 листопада 1888, Людвігслюст — 9 лютого 1964, Гарміш-Партенкірхен) — німецький військовий діяч, генерал-лейтенант люфтваффе (1 квітня 1944). Кавалер Німецького хреста в золоті.

## Біографія
Нащадок давнього шляхетного роду Ройсс, спорідненого з Данилом Галицьким. Батько — принц Генріх XVIII Ройсс-Кестріцький (1847—1911), мати — герцогиня Шарлотта Мекленбург-Шверінська (1868—1944).
22 березня 1907 року вступив у кайзерліхмаріне. З 30 вересня 1911 року — 2-й торпедний офіцер на важкому крейсері «Мольтке», з 27 вересня 1913 року — командир роти 1-го дивізіону корабельної артилерії. Учасник Першої світової війни, з серпня 1914 по січень 1915 року командував міноносцем Т-60, потім командував торпедною батареєю в Дарданеллах. У квітні-травні 1917 року пройшов підготовку офіцера підводного флоту. Командував підводними човнами SM U-28 (з 1 жовтня 1916), SM UC-54 (10 травня 1917 — 21 травня 1918) і SM UB-130 (28 червня — 11 листопада 1918). Потопив 14 (35 262 брт) і пошкодив 2 (9 401 брт) ворожих судна.
| Дата            | Назва корабля          | Тип                         | Тоннаж, брт | Країна             |
| --------------- | ---------------------- | --------------------------- | ----------- | ------------------ |
| 4 липня 1917    | Hurstside              | Пароплав                    | 3,149       | Британська імперія |
| 12 липня 1917   | Майя                   | Вітрильник                  | 164         | Російська імперія  |
| 13 липня 1917   | Loanda                 | Вітрильник                  | 141         | Португалія         |
| 26 липня 1917   | Roberto Ivens          | Військовий траулер          | 281         | Португалія         |
| 7 вересня 1917  | Myrmidon (пошкоджений) | Пароплав                    | 4,965       | Британська імперія |
| 29 січня 1918   | Tosho Maru             | Пароплав                    | 3,038       | Японія             |
| 2 лютого 1918   | Esterel                | Вітрильник                  | 238         | Італія             |
| 2 лютого 1918   | IDA                    | Вітрильник                  | 63          | Італія             |
| 6 лютого 1918   | Glenartney             | Пароплав                    | 7,263       | Британська імперія |
| 14 березня 1918 | Ardandearg             | Пароплав                    | 3,237       | Британська імперія |
| 27 березня 1918 | CARLO P.               | Вітрильник                  | 61          | Італія             |
| 3 квітня 1918   | Sylvie                 | Пароплав                    | 2,148       | Франція            |
| 3 травня 1918   | Pancras (пошкоджений)  | Пароплав                    | 4,436       | Британська імперія |
| 11 травня 1918  | Sant Anna              | Військове транспортне судно | 9,350       | Франція            |
| 12 травня 1918  | Vimeira                | Пароплав                    | 5,884       | Британська імперія |
| 16 травня 1918  | Marie Frederique       | Військовий траулер          | 245         | Франція            |

У березні-вересні 1919 року — ад'ютант штабу Добровольчого корпусу «Дона». 31 березня 1921 року звільнений у відставку.
14 січня 1935 року вступив у люфтваффе і був призначений радником Центрального відділу Імперського міністерства авіації. З 1 жовтня 1937 року — командир батареї 13-го зенітного полку, з 1 квітня 1938 року — 1-го дивізіону 3-го зенітного полку. З 8 жовтня 1939 року — командир 123-го зенітного полку, з 23 жовтня 1940 року — начальник командування ППО «Данія». З 26 листопада 1942 року — командир 4-ї зенітної бригади (Мюнхен), з 10 березня 1943 року — 18-ї зенітної дивізії, на чолі якої взяв участь у Німецько-радянській війні. 31 січня 1944 року відкликаний до Берліна і призначений офіцером для особливих доручень при головнокомандувачі люфтваффе. 30 квітня 1944 року звільнений у відставку.

## Сім'я
Був двічі одружений.
- Перша дружина — Фріда Мійоткі. Одружилися в 1922, розлучилися в 1930 році.
- Друга дружина — Стефані фон Гогенберг (1900—1990). Одружилися 7 серпня 1933 року. В шлюбі народились 2 дітей.

## Звання ВМФ
- Лейтенант-цур-зее (22 березня 1907)
- Оберлейтенант-цур-зее (27 вересня 1913)
- Капітан-лейтенант (26 квітня 1916)

## Нагороди
- Орден дому Саксен-Ернестіне, великий хрест (1911)
- Орден Заслуг герцога Петра-Фрідріха-Людвіга (10 лютого 1912)
- Орден Грифона (Мекленбург) (9 грудня 1913)

### Перша світова війна
- Залізний хрест
  - 2-го класу (1 січня 1917)
  - 1-го класу (2 січня 1917)
- Хрест «За військові заслуги» (Мекленбург-Шверін) 2-го класу (3 січня 1917)
- Хрест «За заслуги у війні» (Мекленбург-Стреліц) 2-го класу (4 січня 1917)
- Хрест «За військові заслуги» (Брауншвейг) 2-го класу (4 січня 1917)
- Почесний хрест (Ройсс) (5 січня 1917)

### Міжвоєнний період
- Хрест Левенфельда
- Почесний хрест ветерана війни з мечами
- Медаль «За вислугу років у Вермахті» 4-го і 3-го класу (12 років; 2 жовтня 1936) — отримав обидві медалі одночасно.
- Пам'ятна Олімпійська медаль (20 квітня 1937)
- Медаль «У пам'ять 1 жовтня 1938» із застібкою із зображенням Празького граду (26 серпня 1939)

### Друга світова війна
- Застібка до Залізного хреста
  - 2-го класу (14 травня 1940)
  - 1-го класу (31 липня 1940)
- Срібний почесний щит 11-ї авіаційної області (21 березня 1942)
- Нагрудний знак зенітної артилерії люфтваффе (30 вересня 1942)
- Німецький хрест в золоті (8 лютого 1944) — як генерал-майор і командир 18-ї зенітної дивізії.